# Corrente di Spitsbergen ovest

La corrente di Spitsbergen ovest trasporta acqua relativamente calda e salina nell'Oceano Artico.

La corrente di Spitsbergen ovest è una corrente oceanica relativamente calda che fluisce verso il Polo Nord passando a ovest dell'isola norvegese di Spitsbergen, nell'Oceano Artico. Si dirama dalla corrente norvegese nel Mare di Norvegia. 

## Caratteristiche
L'importanza della corrente di Spitsbergen ovest è legata al fatto che convoglia acqua relativamente calda e salina dall'Oceano Atlantico all'interno del Mar Glaciale Artico. L'acqua calda e salina fluisce verso nord attraverso la parte orientale dello stretto di Fram, mentre la fredda acqua della corrente della Groenlandia orientale scorre verso sud attraverso la parte occidentale dello stretto di Fram. La corrente della Groenlandia orientale è caratterizzata da una temperatura molto fredda e da una bassa salinità, e convoglia il ghiaccio marino al di fuori dell'Artico. 
Il flusso incrociato delle calde acque della corrente di Spitsbergen ovest e di quelle fredde della corrente della Groenlandia orientale, rende lo stretto di Fram il punto più settentrionale dell'oceano con acque libere dai ghiacci durante l'intero corso dell'anno.